# Archilejeunea parviflora
Archilejeunea parviflora là một loài Rêu trong họ Lejeuneaceae. Loài này được (Nees) Stephani mô tả khoa học đầu tiên năm 1911.